# Ижак, Габриэла
Габриэла Ижак (рум. Gabriela Ijac; род. 25 августа 1948) — румынско-германская скрипачка.

## Биография
Училась в Бухаресте у Штефана Георгиу, затем в Московской консерватории. В 1968 г. была удостоена третьей премии на Международном конкурсе скрипачей имени Паганини, в 1970 г. выиграла Международный конкурс исполнителей в Женеве.
На протяжении 35 лет, до выхода на пенсию в 2010 г., первая скрипка Симфонического оркестра Вупперталя. С 1997 г. возглавляет исполняющий лёгкую музыку фортепианный секстет Ансамбль Франца Легара (нем. Franz-Lehár-Ensemble). Некоторое время также играла первую скрипку в Мартфельдском квартете (нем. Martfeld Quartett).